# Ericson-fluktuationer
Ericson-fluktuationer är en karakteristisk egenskap vid kvantkaotisk spridning där det finns starkt överlappande resonanser, som till exempel i en mycket kortlivad kärna. Dessa fluktuationer förutspåddes 1960 av Torleif Ericson i två inflytelserika artiklar med en uppföljningsartikel 1963, baserat på samma statistiska antaganden som de som E. Wigner, CE Porter och RG Thomas använt för att beskriva resonansers generiska egenskaper i kortlivade kärnsystem med väl åtskilda resonanser. I föreliggande fall uppträder fluktuationerna i "kontinuum"-regionen där ett stort antal sådana resonanser ger koherenta bidrag på grund av kärnans korta livslängd. På den tiden trodde man att detta skulle leda till ett strukturlöst beteende. Ericson insåg att motsatsen var fallet med starka, slumpmässiga fluktuationer.
Ericson-fluktuationer observerades första gången 1964 av P. Von Brentano et al. i en kärnreaktion. Fluktuationerna har den märkliga egenskapen att de är både reproducerbara och slumpmässiga på samma gång. Deras form är utomordentligt känsligt för små förändringar i växelverkan. Fluktuationerna är universella och har senare observerats inom många andra områden än kärnfysik som fotojonisering av väte, uni-molekylär dissociation ( fysikalisk kemi ), störda atomära och molekylära system och "mikrovågsbiljard".
Nuvarande teoretiska beskrivningar av kaotisk kvantspridning bekräftar Ericson-fluktuationernas förutsagda egenskaper. Fenomenets universalitet är således mycket väl etablerad.